# スリーポインツ岬
座標: 北緯4度44分38秒 西経2度05分20秒 / 北緯4.744度 西経2.089度
スリーポインツ岬(英: Cape Three Points)は大西洋、ギニア湾に面した小さな半島で、西アフリカのガーナのウェスタン州にある。

## 位置

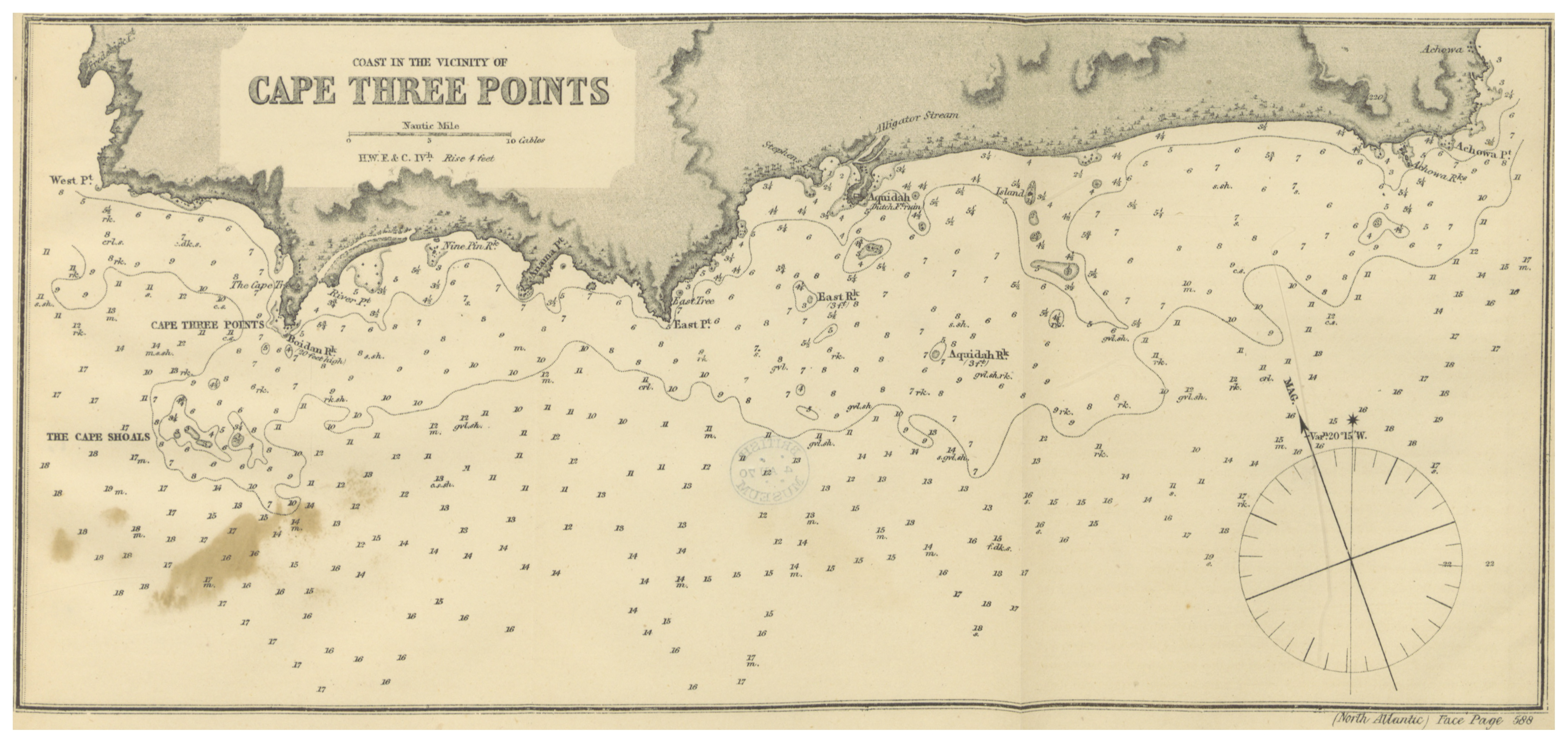
スリーポインツ岬の海図（1869年）

ガーナの最南端でもあるスリーポインツ岬は、海岸沿いの村ディックスコーブとポケス（プリンスタウン）の間に位置している。この岬は、緯度0、経度0、標高0の場所に最も近い陸地であるため、「どこでもないに一番近い土地(land nearest nowhere)」として知られている（直線距離で約570km）   。この場所自体はギニア湾の西端を示している 。

## 灯台

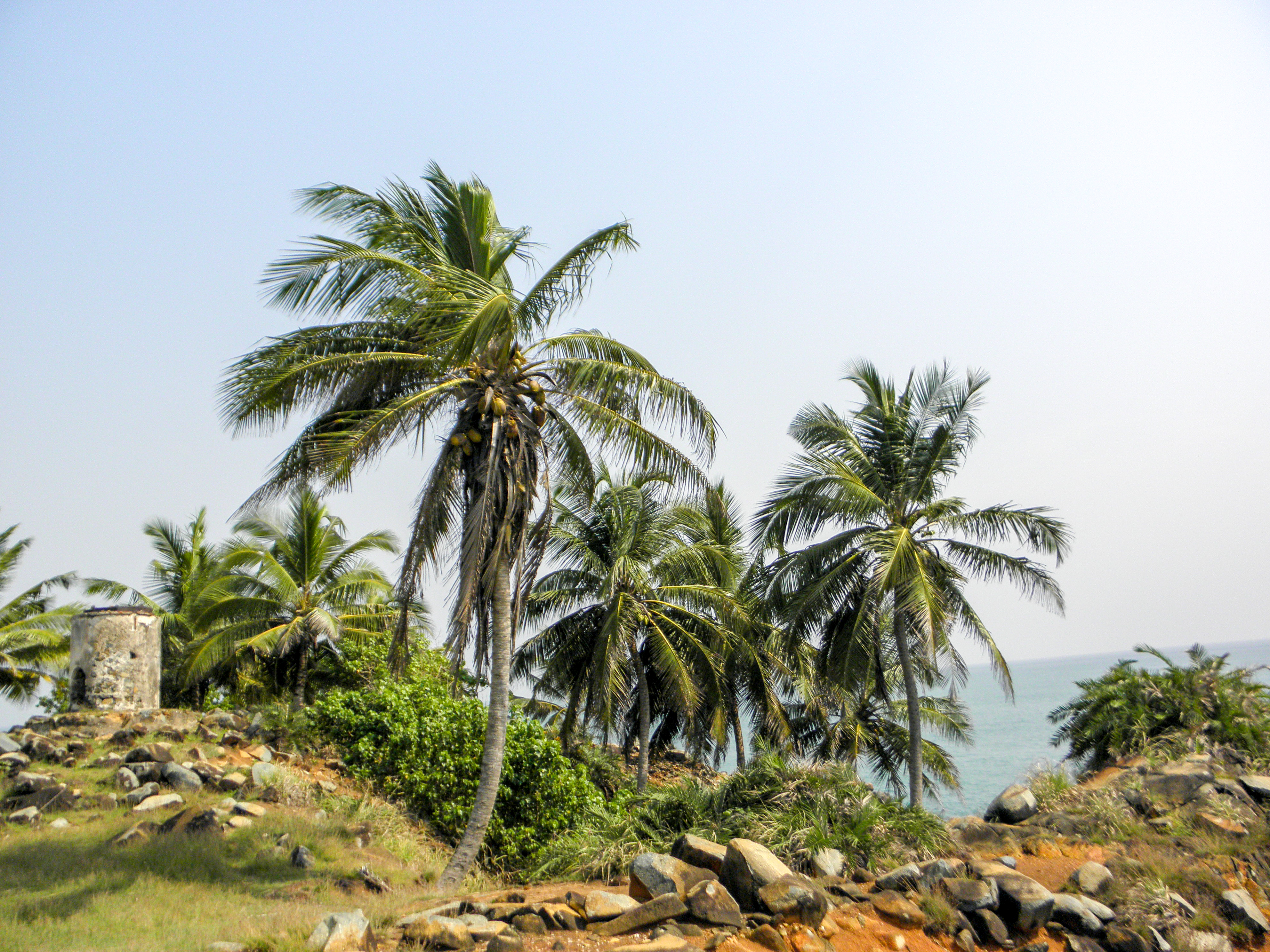
スリーポインツ岬と古い灯台の廃墟。

スリーポインツ岬は灯台で知られており、その最初の灯台は1875年にイギリスによってギニア湾を航行する船舶を支援するために建設された。その後、元の建築物は廃墟になった。しかし、より大きく改善された灯台が1925年に完成し、現在も機能している。